# Phare du cap Scotch
Le phare du cap Scotch est un phare situé sur la partie sud-ouest de l'Île Unimak, aux îles Aléoutiennes. C'est la première station construite à l'extérieur des côtes d'Alaska.

## Histoire
Il a été construit en 1903. Haut de 14 pieds (4 m) il se composait d'une tour octogonale en bois avec un bâtiment adjacent. Il a été témoin de plusieurs naufrages.
En 1909 le cargo Columbia s'échoua et les 194 membres de l'équipage ont été recueillis par les gardiens pendant deux semaines avant qu'un navire de sauvetage puisse venir leur apporter de l'aide. En 1942, le navire russe Turksib a fait naufrage près du phare et son équipage a aussi du être hébergé par les gardiens pendant plusieurs semaines avant qu'ils puissent être secourus. En 1950, un bâtiment japonais, le Koshun Maru s'est perdu dans le brouillard et s'est échoué près du phare.
En 1945, Anthony Petit a été nommé gardien du phare. Lui et ses cinq équipiers ont été tués le 1er avril 1946 par le tsunami provoqué par le séisme des Îles Aléoutiennes (en), qui a presque entièrement rasé le phare, .
Après cette catastrophe, un feu non gardé a été installé, et en 1950 une nouvelle structure a été érigée. Le phare a été automatisé en 1971. Cette installation est toujours active.

### Sources
- (en) USCG

- (en) Cet article est partiellement ou en totalité issu de l’article de Wikipédia en anglais intitulé « Scotch Cap Light » (voir la liste des auteurs).